# Peräjärivier
Peräjärivier (Zweeds – Fins: Peräjäjoki) is een rivier annex beek, die stroomt in de Zweedse  gemeente Pajala. De rivier ontwatert het moerasgebied rond het Peräjämeer en stroomt van daaruit naar het noordoosten. Na 14580 meter stroomt ze samen met de Liviörivier.
Afwatering: Peräjärivier → Liviörivier → Torne → Botnische Golf